# 오사카부지사
오사카부지사는 일본 제2의 도시인 오사카부의 수장으로서, 오사카부와 그 내부 하위지역들의 행정을 집행하고 담당하는 역할을 한다. 임기는 4년으로 900만 오사카부민의 직접선거로 뽑히며, 중간에 정치적 책임이나 사유로 인해 임기를 채우지 못하고 사임할 경우 보궐선거를 통해 차기 부지사를 뽑는다. 일본 제2의 도시의 수장이라는 위치답게 정치적인 입김도 크며, 정부수반인 총리를 견제하기도 한다. 현재 재임중인 오사카부지사는 요시무라 히로후미(吉村洋文)다.